# Die Gute Wanderkarte
Die Publikationsreihe Die Gute Wanderkarte erschien in den Jahren 1948 bis 1961 und war zu ihrer Zeit die populärste Wanderkarten-Serie der DDR.

## Geschichte
Der Sachsenverlag Dresden begann im Jahre 1948 mit der Herausgabe von Wanderkarten, die zunächst die nähere und weitere Umgebung Dresdens abdeckten und die Reihenbezeichnung Die Gute Wanderkarte erhielten. Bereits 1951 wurde die Reihe vom VEB Bibliographisches Institut Leipzig übernommen und erheblich ausgebaut. Abgesehen von den Titeln Buckow und Umgebung (einzige Auflage im Jahre 1952) sowie Rostock und Umgebung lag der Publikationsschwerpunkt auf Sachsen, Thüringen und dem Harz. In den Jahren 1954 bis 1956 erschienen 24 Teilkarten einer Thüringen-Serie im Maßstab 1:40.000, die in Zusammenarbeit mit dem VEB Kartographie Leipzig bearbeitet wurden. 1956 wurde eine Nummerierung eingeführt. Bis zum Jahre 1960 erschienen insgesamt 66 verschiedene Karten, Nachauflagen und Neubearbeitungen nicht mitgerechnet. Dabei erfolgte die kartographische Bearbeitung durch verschiedene Betriebe (u. a. Druckerei "Berthold Haupt", Dresden; VEB Hermann Haack, Gotha; Velhagen & Klasing, Leipzig; Carl Opitz, Leipzig), so dass teilweise unterschiedliche Signaturen verwendet wurden und sich erhebliche Unterschiede im Kartenbild ergaben.
Im Zuge der Profilierung der DDR-Verlage wurde 1960 die Abteilung Wanderliteratur des Bibliographischen Institutes aufgelöst; die Wanderkarten wurden an den VEB Landkartenverlag Berlin übergeben, der die Reihe zunächst teilweise fortführte, jedoch bald unter Verzicht auf das prägnante grün-weiße Layout und die Reihenbezeichnung in das eigene Verlagsprogramm integrierte. Karten, auf denen die Grenzregionen zur Bundesrepublik dargestellt waren, wurden aus dem Programm genommen. Nachdem in den Jahren 1964/65 seitens der DDR-Regierung festgelegt worden war, künftig aus Geheimhaltungsgründen keine lagegenauen Karten für die Öffentlichkeit mehr zu veröffentlichen, machte sich eine vollständige Neubearbeitung des Wanderkartenprogramms unter Verwendung einer verfälschten Grundkarte notwendig. Die letzten Nachauflagen der Guten Wanderkarte erschienen im Jahre 1967.

## Gesamtverzeichnis 1960

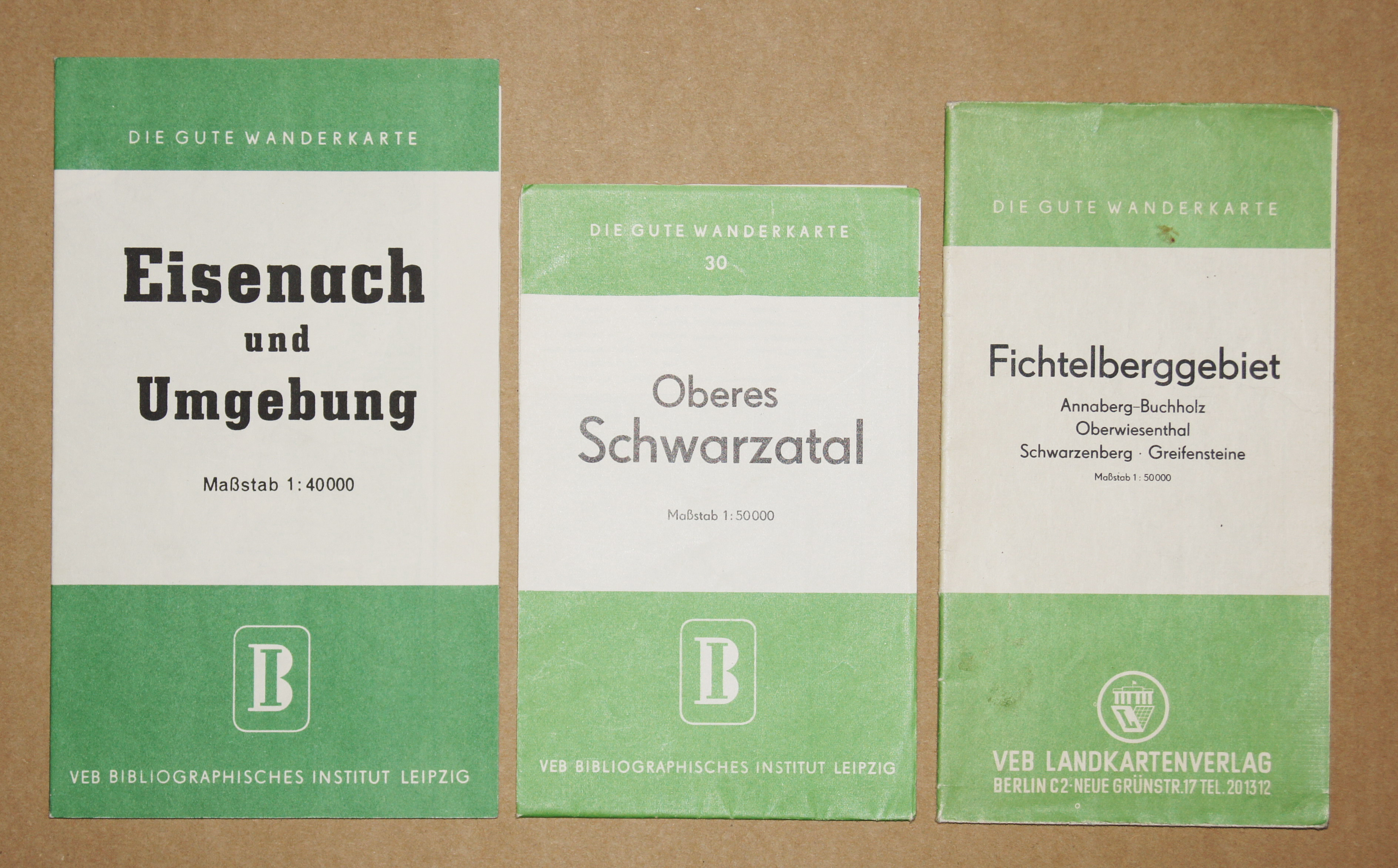
Drei Exemplare der Guten Wanderkarte aus den Jahren 1954 bis 1961

| Nummer | Titel                                                 | Maßstab  |
| ------ | ----------------------------------------------------- | -------- |
| 5      | Naumburg – Bad Kösen                                  | 1:40.000 |
| 6      | Eisenach – Ruhla – Thal – Heiligenstein – Hörselberge | 1:40.000 |
| 7      | Bad Salzungen und Umgebung                            | 1:40.000 |
| 8      | Inselsberg – Friedrichroda                            | 1:40.000 |
| 9      | Schmalkalden und Umgebung                             | 1:40.000 |
| 10     | Meiningen – Wasungen                                  | 1:40.000 |
| 11     | Tambach-Dietharz – Oberhof – Zella-Mehlis             | 1:40.000 |
| 12     | Suhl und Umgebung                                     | 1:40.000 |
| 13     | Schleusingen – Hildburghausen                         | 1:40.000 |
| 14     | Arnstadt – Plaue                                      | 1:40.000 |
| 15     | Ilmenau – Schmiedefeld – Ruhla                        | 1:40.000 |
| 16     | Masserberg – Neuhaus – Schönbrunn                     | 1:40.000 |
| 17     | Bad Berka und Umgebung                                | 1:40.000 |
| 18     | Rudolstadt – Bad Blankenburg – Stadtilm               | 1:40.000 |
| 19     | Schwarzatal                                           | 1:40.000 |
| 20     | Orlamünde – Rudolstadt – Saalfeld                     | 1:40.000 |
| 21     | Leutenberg und Umgebung                               | 1:40.000 |
| 22     | Jena und Umgebung                                     | 1:40.000 |
| 23     | Kahla – Stadtroda – Pößneck                           | 1:40.000 |
| 25     | Ziegenrück – Saalburg – Lobenstein                    | 1:40.000 |
| 26     | Eisenberg und Umgebung – Mühltal                      | 1:40.000 |
| 27     | Bad Liebenstein und Umgebung                          | 1:20.000 |
| 28     | Steinbach-Hallenberg und Umgebung                     | 1:30.000 |
| 29     | Unteres Schwarzatal                                   | 1:50.000 |
| 30     | Oberes Schwarzatal                                    | 1:50.000 |
| 49     | Greiz und das mittlere Elstertal                      | 1:40.000 |
| 50     | Plauen und die Vogtländische Schweiz                  | 1:40.000 |
| 51     | Oelsnitz – Bad Elster – Radiumbad Brambach            | 1:40.000 |
| 52     | Aue – Schwarzenberg – Annaberg-Buchholz               | 1:40.000 |
| 53     | Annaberg-Buchholz – Marienberg                        | 1:50.000 |
| 54     | Oberwiesenthal und Umgebung                           | 1:20.000 |
| 55     | Frankenberg – Marienberg                              | 1:50.000 |
| 56     | Mulde und Zschopau                                    | 1:60.000 |
| 57     | Nossen – Roßwein                                      | 1:50.000 |
| 58     | Sayda – Seiffen – Olbernhau                           | 1:50.000 |
| 59     | Ost-Erzgebirge                                        | 1:30.000 |
| 60     | Dresden und Umgebung                                  | 1:60.000 |
| 61     | Dresdner Heide und Seifersdorfer Tal                  | 1:25.000 |
| 62     | Berggießhübel – Bad Gottleuba                         | 1:50.000 |
| 63     | Elbsandsteingebirge                                   | 1:40.000 |
| 64     | Bautzen und Umgebung                                  | 1:50.000 |
| 65     | Zittau und Umgebung                                   | 1:30.000 |
| 66     | Basteigebiet – Königstein – Bielatal                  | 1:40.000 |
| 67     | Bad Schandau – Sebnitz                                | 1:40.000 |
| 68     | Tharandter Wald – Rabenauer Grund                     | 1:25.000 |
| 69     | Fichtelberggebiet                                     | 1:50.000 |
| 70     | Auersberggebiet                                       | 1:50.000 |
| 71     | Aschberggebiet                                        | 1:50.000 |
| 100    | Eichsfeld – Mühlhausen – Nördlicher Hainich           | 1:75.000 |
| 101    | Ilsenburg und Umgebung                                | 1:25.000 |
| 102    | Schierke – Elend                                      | 1:25.000 |
| 103    | Wernigerode – Blankenburg – Elbingerode               | 1:40.000 |
| 104    | Ilfeld – Stolberg                                     | 1:40.000 |
| 105    | Harzgerode – Thale – Güntersberge                     | 1:25.000 |
| 106    | Stolberg – Straßberg                                  | 1:25.000 |
| 107    | Ballenstedt – Wippra                                  | 1:40.000 |
| 108    | Sondershausen und Umgebung                            | 1:40.000 |
| 109    | Bad Frankenhausen und Umgebung                        | 1:40.000 |
| 110    | Ziegelroda – Bad Bibra                                | 1:40.000 |
| 111    | Harz, Teilkarte 1: Brocken – Bodetal – Benneckenstein | 1:50.000 |
| 151    | Rostock und Umgebung                                  | 1:75.000 |

## Reprints
Zwischen 1961 und 1989 konnten in der DDR keine detaillierten kartographischen Darstellungen der Gebiete an der innerdeutschen Grenze veröffentlicht werden. Um die mit der Wende einsetzende Nachfrage nach entsprechendem Kartenmaterial kurzfristig befriedigen zu können, entschloss sich der Tourist Verlag zum Nachdruck einiger Karten aus den Jahren 1954 bis 1960 im Rahmen der Reihe Tourist Reprint, unter denen sich auch einige Titel der Guten Wanderkarte (Nr. 13, 100, 101, 102 und 111) befanden.